# David González Giraldo
David González Giraldo (20 de juliol de 1982, Medellín) és un futbolista colombià que des del 2010 juga de porter a l'Independiente Medellín.
Anteriorment havia estat al Manchester City després de quedar-se lliure de fitxa quan jugava amb l'CA Huracán.